# Одринская (станция)
О́дринская — железнодорожная станция Московской железной дороги на линии Брянск — Орёл (линия однопутная, тепловозная).
Расположена в Хотынецком районе Орловской области между станциями Хотынец и Карачев. В границах станции располагаются платформы 73 км и 81 км.

## История
Открыта в 1868 году как станция Орловско-Витебской железной дороги, которая соединила Орёл с Брянском, Смоленском, Витебском, а позже и с Ригой.
Изначально носила название Девять Дубов. Современное название получила по имени села Одрина Карачевского района Брянской области (с известным Одрино-Николаевским монастырём), находящегося в 7 км к северо-западу.

## Описание станции
Трехпутная станция-разъезд. Здания вокзала нет.

## Обслуживаемые населенные пункты
Расположена в Хотынецком районе Орловской области. В непосредственной близости от станции находятся село Девять Дубов (550 м), посёлок Березина (700 м), деревня То-Поле (1,3 км) — все в Хотынецком районе, и посёлок Новая Деревня (1,4 км) Карачевского района.

## Расписание движения
Поезда дальнего следования делают на станции техническую остановку, а пассажирское сообщение обеспечивается исключительно пригородными поездами. Они связывают Одринскую с Орлом, райцентрами Орловской области (Нарышкино, Хотынец), а также городами Брянской области — Карачевом и Брянском.
| Маршрут движения | Отправление | Маршрут движения | Отправление |
| ---------------- | ----------- | ---------------- | ----------- |
| Брянск — Орёл    | 5:50        | Орёл — Брянск    | 17:56       |
| Орёл — Брянск    | 6:25        | Брянск — Орёл    | 13:52       |
| Орёл — Брянск    | 10:01       | Брянск — Орёл    | 10:36       |
| Орёл — Брянск    | 14:27       | Брянск — Орёл    | 22:38       |
| Брянск — Орёл    | 17:19       | Орёл — Брянск    | 22:01       |